# Los Gavilanes (Jalisco)
Los Gavilanes es una localidad del estado mexicano de Jalisco. Es parte del municipio de Tlajomulco de Zúñiga.

## Demografía
| Gráfica de evolución demográfica |
|                                  |

| Censo | Población |
| ----- | --------- |
| 1950  | 25        |
| 1960  | 619       |
| 1970  | 899       |
| 1980  | 996       |
| 1990  | 824       |
| 2000  | 1 104     |
| 2010  | 2 466     |
| 2020  | 6 159     |